# Plastic
Pour l’article ayant un titre homophone, voir Plastique.
 (mars 2015).
Si vous disposez d'ouvrages ou d'articles de référence ou si vous connaissez des sites web de qualité traitant du thème abordé ici, merci de compléter l'article en donnant les références utiles à sa vérifiabilité et en les liant à la section « Notes et références ».

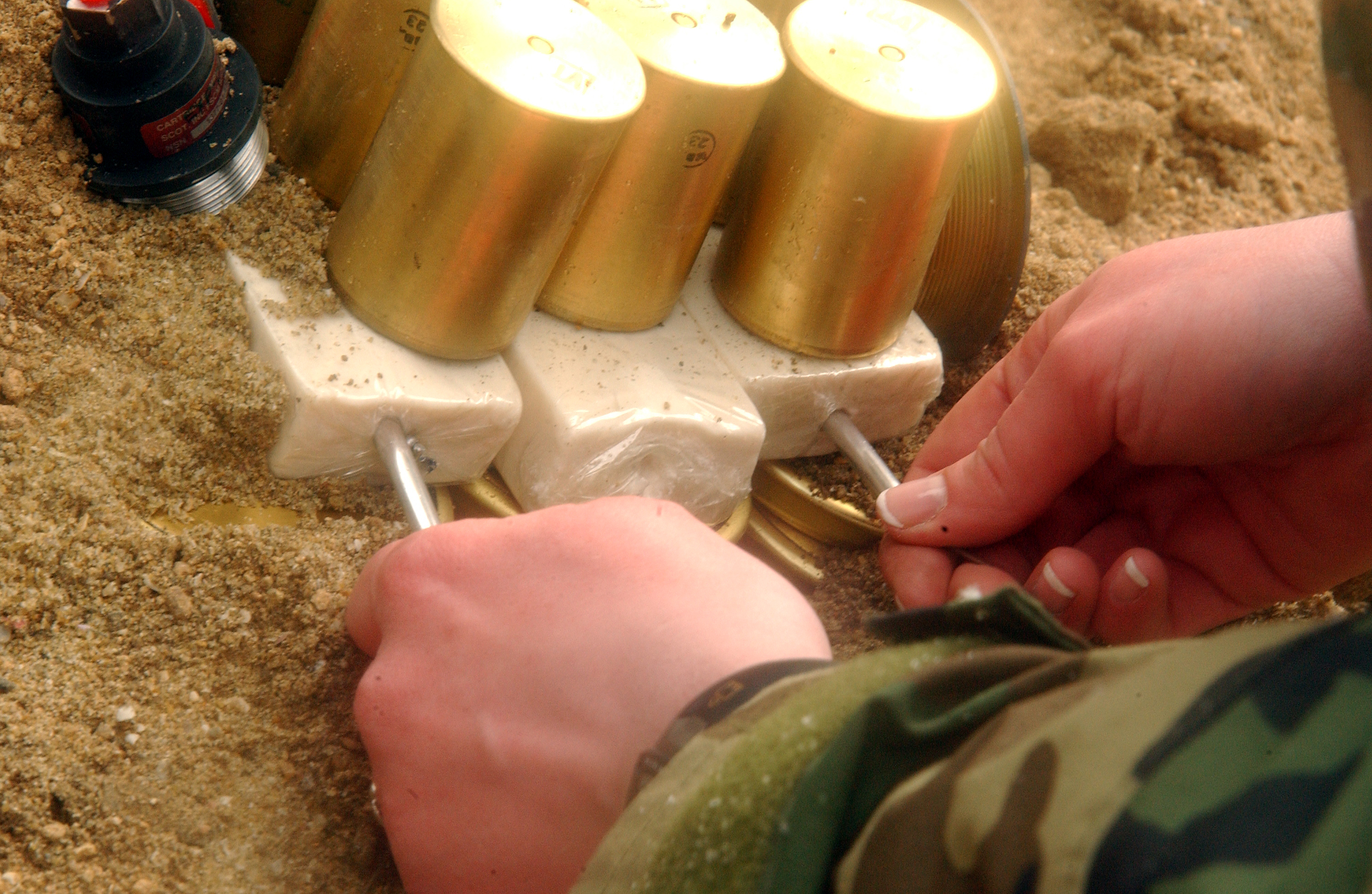
C-4 conditionné en pains de couleur jaune mastic ou blanc dans lesquels sont introduits les détonateurs (cf. photo) et utilisé pour détruire des pièces d'artillerie.

Le plastic est un type d'explosif très puissant composé d'hexogène (RDX) ou de penthrite, de liants (gomme styrène-butadiène), de plastifiants (bis-2-éthylhexyl-adipate ou -sébaçate) et parfois d'huile minérale. Le mélange RDX/penthrite est la base explosive du plastic d'origine tchèque Semtex.

## Dénomination
L’origine américaine du mot plastic vient de l'explosif plastique introduit aux États-Unis par les Britanniques en 1940. Les échantillons d’explosif amenés par la mission Tizard avaient été emballés par les SOE, prêts à être parachutés à la Résistance intérieure française et étaient étiquetés en français « explosif plastique ».

## Composition et caractéristiques
Parmi les compositions C, le C-3 et le C-4 sont les seules formulations actuellement utilisées. Toutefois, le C-2 peut encore être rencontré.[réf. nécessaire]
Bien qu’étant 1,5 fois plus puissant que la dynamite[réf. souhaitée], il est très stable et ne peut exploser qu'avec un détonateur : il ne craint ni les hautes températures (il brûle) ni les chocs, même violents (il se déforme). Il résiste également à l'eau, moins bien toutefois que le Semtex.
La vitesse de détonation du C-4 est de 8 092 m/s.
Parmi les autres plastics on trouve le Semtex (même puissance que le C-4), la Plastrite (plastic français à la penthrite), le plastic A-4, le M-112, etc.

## Utilisations
Très utilisé par les militaires, du fait de sa mise en œuvre simple, rapide et sûre, il l'est plus rarement par les entreprises de démolition qui lui préfèrent les dynamites, moins coûteuses pour casser le béton, ou le cordeau de découpage, plus efficace pour sectionner les poutres métalliques.
Sa qualité la plus remarquable, outre sa puissance et sa stabilité, est sa malléabilité comparable à celle de la pâte à modeler et qui lui permet de s'adapter parfaitement aux contours des objets ou des structures à détruire.
Par exemple, le C-4, le plus célèbre et le plus courant, a une texture identique à celle de l’argile, est beige et on peut lui donner à peu près toutes les formes possibles. Il est conditionné en blocs de 500 g appelés « pains » enveloppés dans du papier gras paraffiné.